# Аеропорт Відень (станція)
48°07′13″ пн. ш. 16°33′51″ сх. д. / 48.12025° пн. ш. 16.56422° сх. д.
Аеропорт Відень (нім. Flughafen Wien) — залізнична станція, що обслуговує міжнародний аеропорт Відень у Швехаті, Нижня Австрія, Австрія. 

Потяги обслуговуються ÖBB і Deutsche Bahn.
Станція була відкрита в 1977 році та була значно перебудована під час розширення термінала 3 аеропорту та для забезпечення міжміського сполучення у 2003 — 2014 роках.
Конструкція — двопрогінна мілкого закладення на дузі, з однією острівною та однією береговою платформами.   

## Сервіс
- Railjet: (Брегенц –) (Інсбрук-Головний –) Зальцбург-Головний – Лінц-Головний – Санкт-Пельтен-Головний – Відень-Майдлінг – Відень-Головний – Аеропорт Відень (двічі на годину)
- Інтерсіті: (Клагенфурт-Головний –) (Заальфельден –) Зальцбург – Вельс-Головний – Лінц – Амштеттен – Санкт-Пельтен – Тульнерфельд – Відень-Майдлінг – Відень-Головний – Аеропорт Відень (щогодини)
- Місцеві послуги (City Airport Train): Відень-Мітте - Аеропорт Відень (двічі на годину)
- Віденський S-Bahn (S7): Відень-Флорідсдорф - Аеропорт Відень - Вольфсталь (двічі на годину)